# Języki semickie

Współczesny zasięg języków semickich (kolor jasnopomarańczowy) na tle rodziny afroazjatyckiej

Języki semickie – rodzina języków, należąca do języków afroazjatyckich, wywodząca się z języka prasemickiego. Językami semickimi posługuje się obecnie ok. 280 mln mówiących, zamieszkujących głównie Bliski Wschód, Afrykę Północną i Etiopię.
Rodzina języków semickich obejmuje języki fleksyjne, poświadczone od końca IV tysiąclecia p.n.e. do dziś. W starożytności językami semickimi posługiwano się na obszarze między Morzem Śródziemnym a Tygrysem oraz na północno-wschodnich wybrzeżach Afryki. Współcześnie do najważniejszych języków rodziny semickiej zaliczają się:
- język amharski,
- język arabski,
- język hebrajski,
- język maltański,
- język tigrinia.

Współczesne żywe języki semickie, np. arabski czy hebrajski, ze względu na charakterystyczną dla języków afroazjatyckich budowę spółgłoskowo-rdzeniową (zob. alternacja), używają spółgłoskowych pism alfabetycznych (abdżadów), zwyczajowo pisanych od prawej do lewej. Fonetycznie charakteryzują się dużą liczbą spółgłosek gardłowych. Języki semickie wykazują też wiele cech typologicznych wspólnych z językami indoeuropejskimi, co świadczy o kontaktach tych dwóch rodzin w głębokiej starożytności.

## Klasyfikacja języków semickich

Podział języków semickich (kolor zielony – wschodnio-, czerwony – centralno-, niebieski – południowosemickie).

Powszechnie używa się i akceptuje się rozróżnienie języków semickich ze względu na podział geograficzny (wschodnie, północno-wschodnie i południowo-zachodnie), choć takie podejście jest w świetle nowych badań przestarzałe.
języki afroazjatyckie (chamito-semickie) (ok. 350 mln)
języki semickie (ok. 280 mln)
języki wschodniosemickie
akadyjski
dialekt staroakadyjski
dialekt asyryjski
dialekt babiloński
eblaicki
języki zachodniosemickie
języki centralnosemickie
południowoarabski epigraficzny
arabski (ponad 200 mln, w tym język maltański i judeo-arabski)
języki północno-zachodniosemickie
aramejski
języki zachodnioaramejskie, w tym biblijny judeo-palestyński, dialekty samarytańskie
języki wschodnioaramejskie, w tym judeo-babiloński, syryjski i inne dialekty.
ugarycki
amorycki (amorytycki)
języki kananejskie
amonicki
edomicki
fenicki z punickim
hebrajski (ok. 7 mln)
moabicki
języki południowosemickie
współczesny południowoarabski
języki etiopskie (ok. 38 mln)
języki północnoetiopskie
gyyz (ge'ez, etiopski klasyczny)
dahalik
tigre
tigrinia
języki południowoetiopskie
amharski (ok. 12,7 mln)
argobba
adare (harari)
guragie
gafat